# Rogelio Funes Mori
Rogelio Gabriel Funes Mori (Mendoza, 5 maart 1991) is een Argentijns-Mexicaans voetballer die bij voorkeur als aanvaller speelt. Hij verruilde in de zomer van 2015 SL Benfica voor CF Monterrey, actief in de Mexicaanse competitie.

## Clubcarrière
Funes debuteerde voor River Plate op 6 december 2009 tegen CA Vélez Sársfield. Op 9 mei maakte Funes een hattrick voor River Plate in de Torneo Clausura. Na vier verliet Funes de Argentijnse club en tekende hij een contract bij het Portugese Benfica. Voor Benfica speelde hij twee wedstrijden; verder werd hij uitgeleend aan Eskişehirspor gedurende het seizoen 2014/15, waarvoor hij 29 competitieduels speelde in de Süper Lig. In juni 2015 vertrok Funes Mori naar Mexico, om aldaar te spelen in dienst van CF Monterrey. In de Apertura van het seizoen 2015/16 maakte hij elf doelpunten in 17 wedstrijden.

## Interlandcarrière
Op 20 september 2012 debuteerde Funes voor Argentinië onder Alejandro Sabella in de Superclásico de las Americas tegen Brazilië. Funes viel vijftien minuten voor tijd in. Argentinië kwam in die wedstrijd op voorsprong, maar verloor uiteindelijk na doelpunten van Paulinho en Neymar. Funes Mori's interlandcarrière bij Argentinië bleef beperkt tot deze wedstrijd. In 2019 bekeek Funes Mori met de Mexicaanse voetbalbond de mogelijkheid om Mexicaan te worden en voor het Mexicaans voetbalelftal  uit te komen. Dit bleek toen echter onmogelijk. Een jaar later, na een regelwijziging bij de FIFA, kon het naturalisatieproces wel doorgaan. Op 3 juli 2021 maakte Funes Mori voor Mexico zijn debuut in een vriendschappelijk duel in Los Angeles tegen Nigeria (4–0 winst). Op die dag maakte hij al in de vierde minuut zijn eerste interlanddoelpunt.

## Erelijst
River Plate
- Primera B Nacional: 2011/12

 Benfica
- Primeira Liga: 2013/14
- Taça de Portugal: 2013/14
- Taça da Liga: 2013/14

 Monterrey
- Liga MX: Apertura 2019
- Copa MX: Apertura 2017, 2019/20
- CONCACAF Champions League: 2019

Individueel
- Liga MX Doelpunt van de Competitie: 2015/16, 2018/19
- Topscorer Copa MX: Clausura 2017
- Liga MX Best XI: Apertura 2019

1 Andrada ·
3 Montes ·
5 Kranevitter ·
6 Gutiérrez ·
7 Funes Mori ·
8 Campbell ·
9 Janssen ·
10 Vergara ·
11 Meza ·
14 Aguirre ·
15 Moreno ·
16 Ortíz ·
17 Gallardo ·
18 Grijalva ·
19 Alvarado ·
20 Vegas ·
21 González ·
22 Cárdenas ·
23 Sánchez ·
24 Ramos ·
27 Parra ·
29 Rodríguez ·
33 Medina  ·
Coach: Aguirre
1 Talavera ·
2 Araujo ·
3 Montes ·
4 E. Álvarez ·
5 Vásquez ·
6 Arteaga ·
7 Romo ·
8 Rodríguez ·
9 Jiménez ·
10 Vega ·
11 Funes Mori ·
12 Cota ·
13 Ochoa ·
14 Gutiérrez ·
15 Moreno ·
16 Herrera ·
17 Pineda ·
18 Guardado  ·
19 Sánchez ·
20 Martín ·
21 Antuna ·
22 Lozano ·
23 Gallardo ·
24 Chávez ·
25 Alvarado ·
26 K. Álvarez ·
Coach: Martino